# Sorbaronia arsenii
Sorbaronia arsenii là loài thực vật có hoa trong họ Hoa hồng. Loài này được (Britton) G.N. Jones miêu tả khoa học đầu tiên năm 1939.